# Ceratophyllum submersum
Espèce
Classification phylogénétique
Ceratophyllum submersum, communément appelé en français Cornifle submergé, Cératophylle submergé ou Cératophylle inerme, est une espèce de plantes à fleurs de la famille des Ceratophyllaceae. C'est une plante aquatique dont chaque verticille peut compter jusqu'à 120 segments. Cette plante d'origine cosmopolite peut mesurer jusqu’à 50 cm de long.